# Береговой хомячок
Береговой хомячок (лат. Peromyscus polionotus) — вид ведущих ночной образ жизни грызунов из семейства хомяковых. Распространены на юго-востоке США. Хотя в целом будущее вида не вызывает опасения, некоторые подвиды находятся под угрозой вымирания или уже вымерли.

## Описание
Это в основном ночное животное, естественными врагами которого являются традиционные охотники на грызунов, такие как домашние кошки и прочие. Известно о паразитизме на пляжных мышах шести видов нематод. Peromyscus polionotus предпочитают песчаные участки и пляжи, но могут кормиться и на полях. Зафиксирован случай продолжительности жизни в неволе 5,5 лет.

## Охранный статус
Выделяют до 16 подвидов, из которых 7 прибрежных форм подлежат охране и один подвид вымер:
- Peromyscus polionotus allophrys
- Peromyscus polionotus ammobates
- Peromyscus polionotus decoloratus
- Peromyscus polionotus peninsularis
- Peromyscus polionotus phasma
- Peromyscus polionotus leucocephalus
- Peromyscus polionotus niveiventris
- Peromyscus polionotus trissyllepsis (англ.)

### Peromyscus polionotus decoloratus
Размер представителей подвида Peromyscus polionotus decoloratus варьировался от 4 до 8 см в длину. Зверьки для защиты закапывались в дюны.
Популяции подвида были отмечены в двух местах штата Флорида, США. С 1959 года о грызуне нет сведений и он считается вымершим.